# جیمبولیا
شهر جیمبولیا (به رومانیایی: Jimbolia) در شهرستان تیمیش در کشور رومانی واقع شده‌است. جمعیت این شهر ۱۰٬۴۹۷ نفر  است.

## نگارخانه

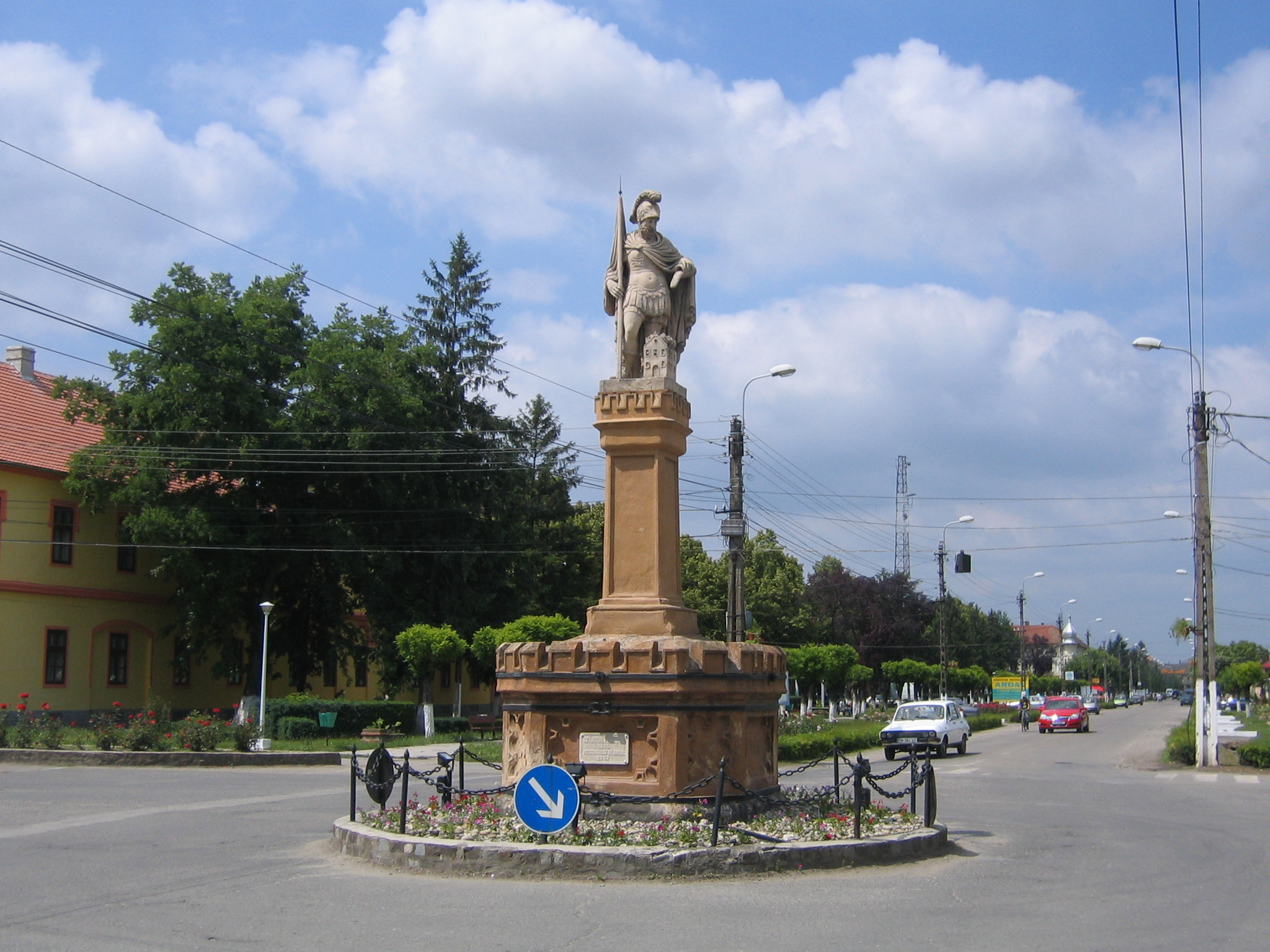
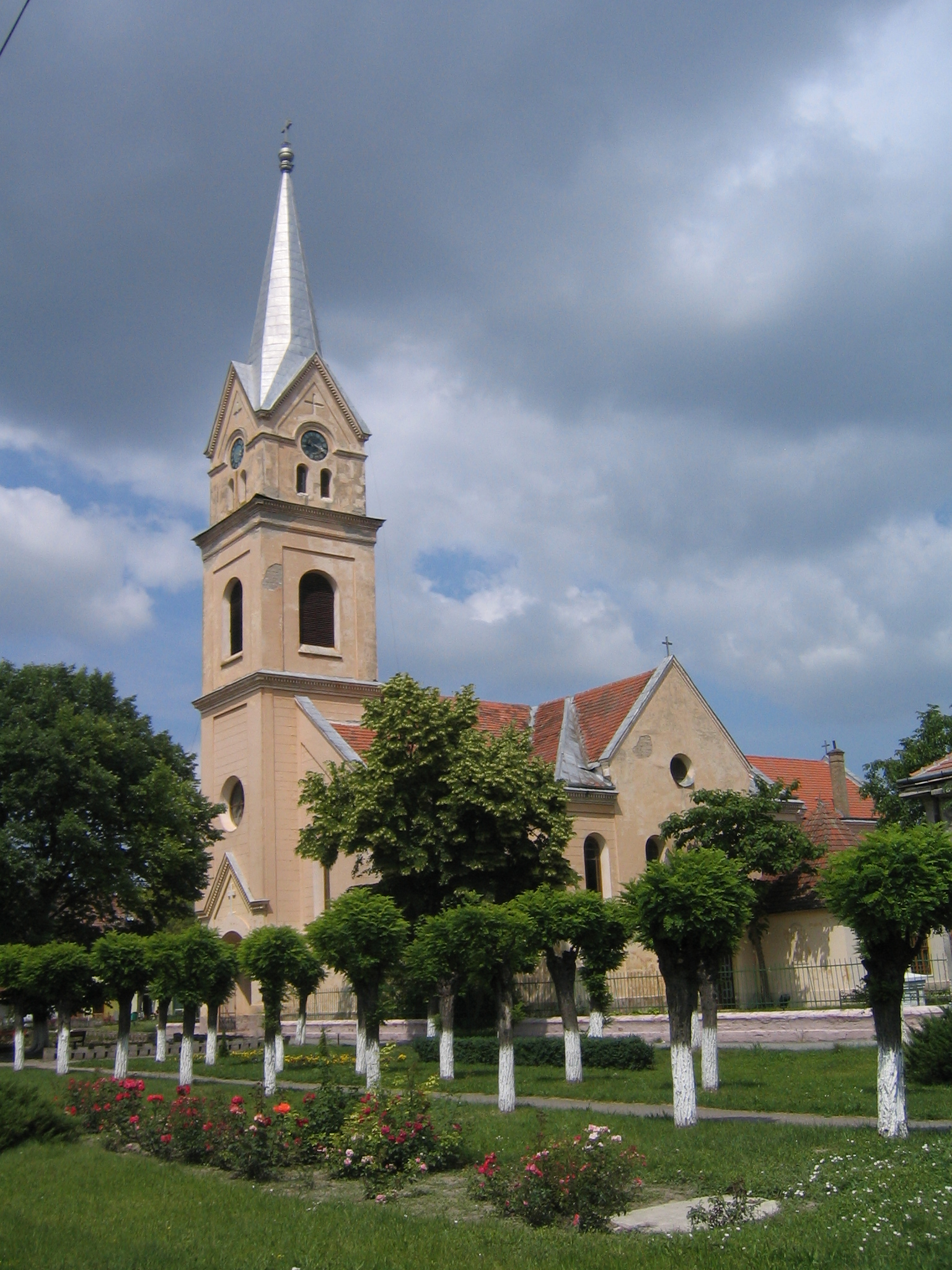
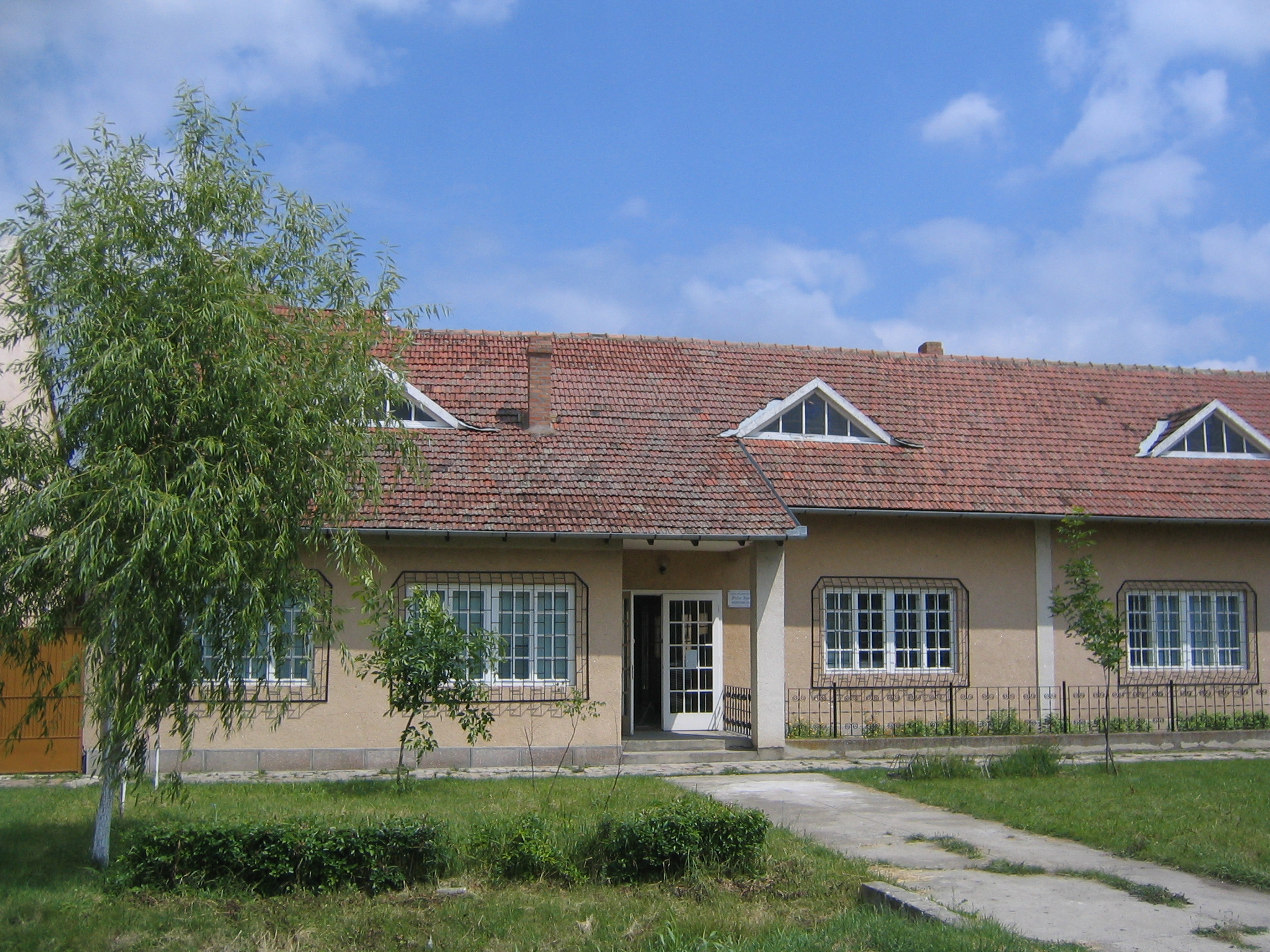
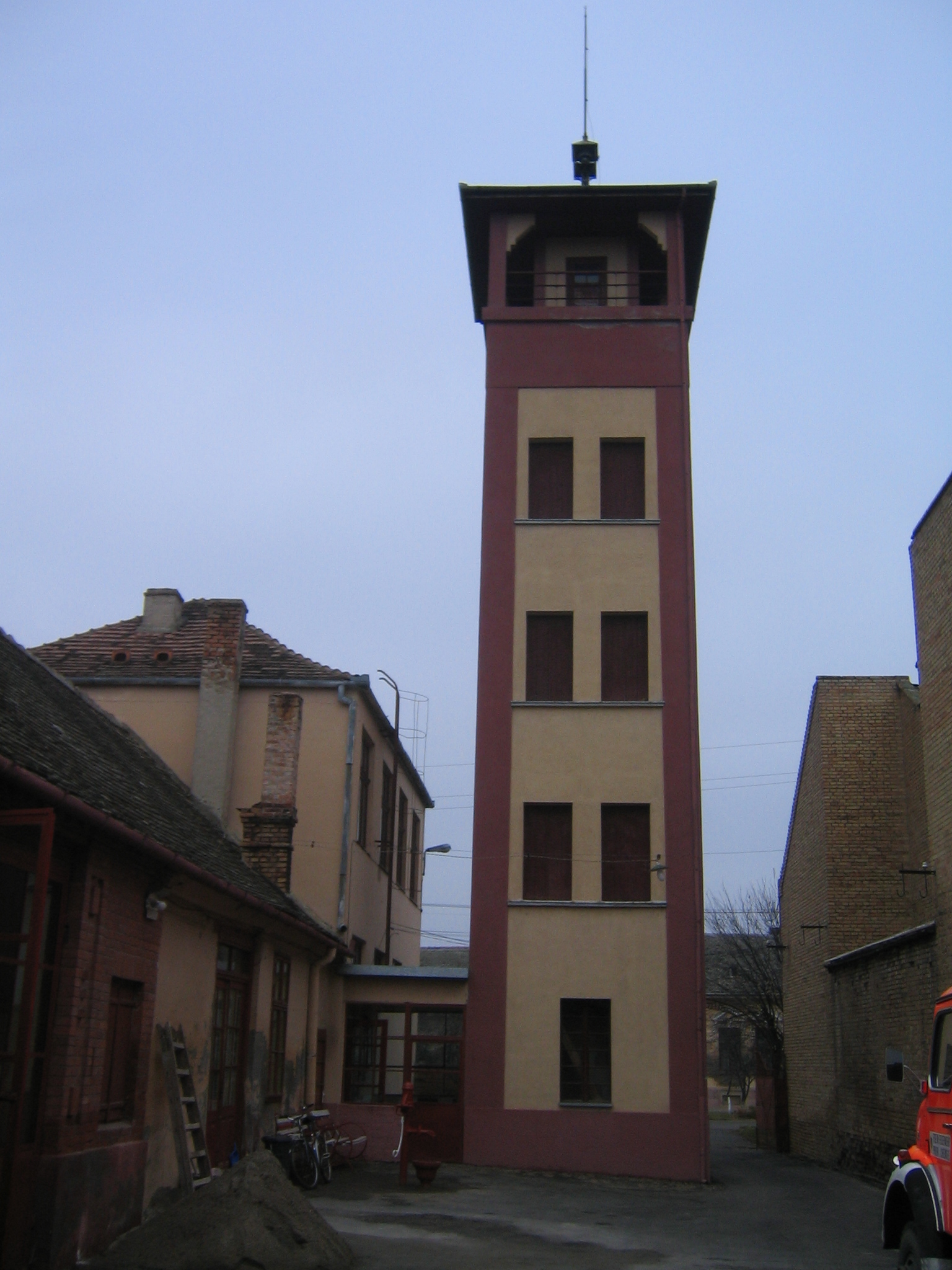
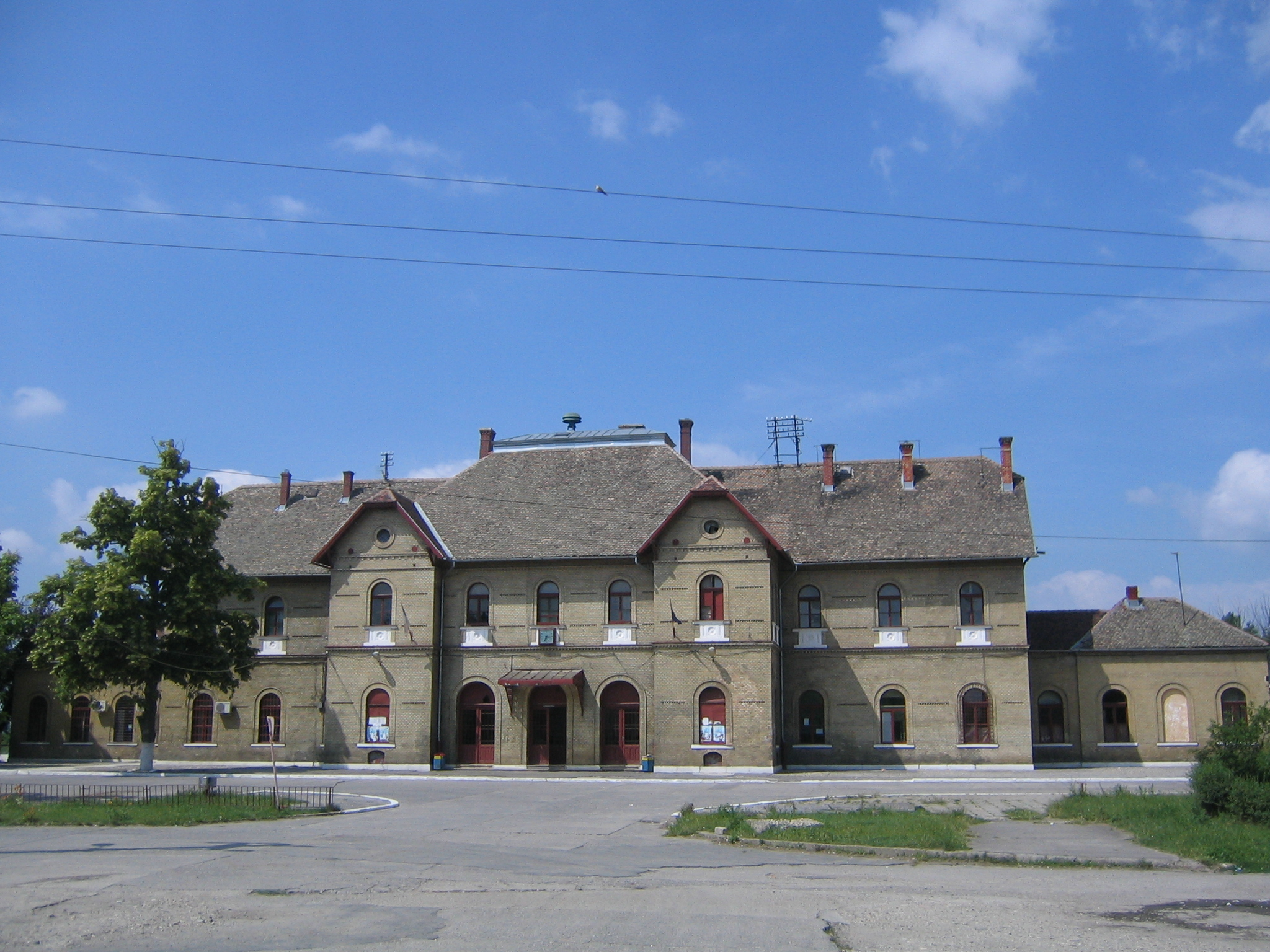
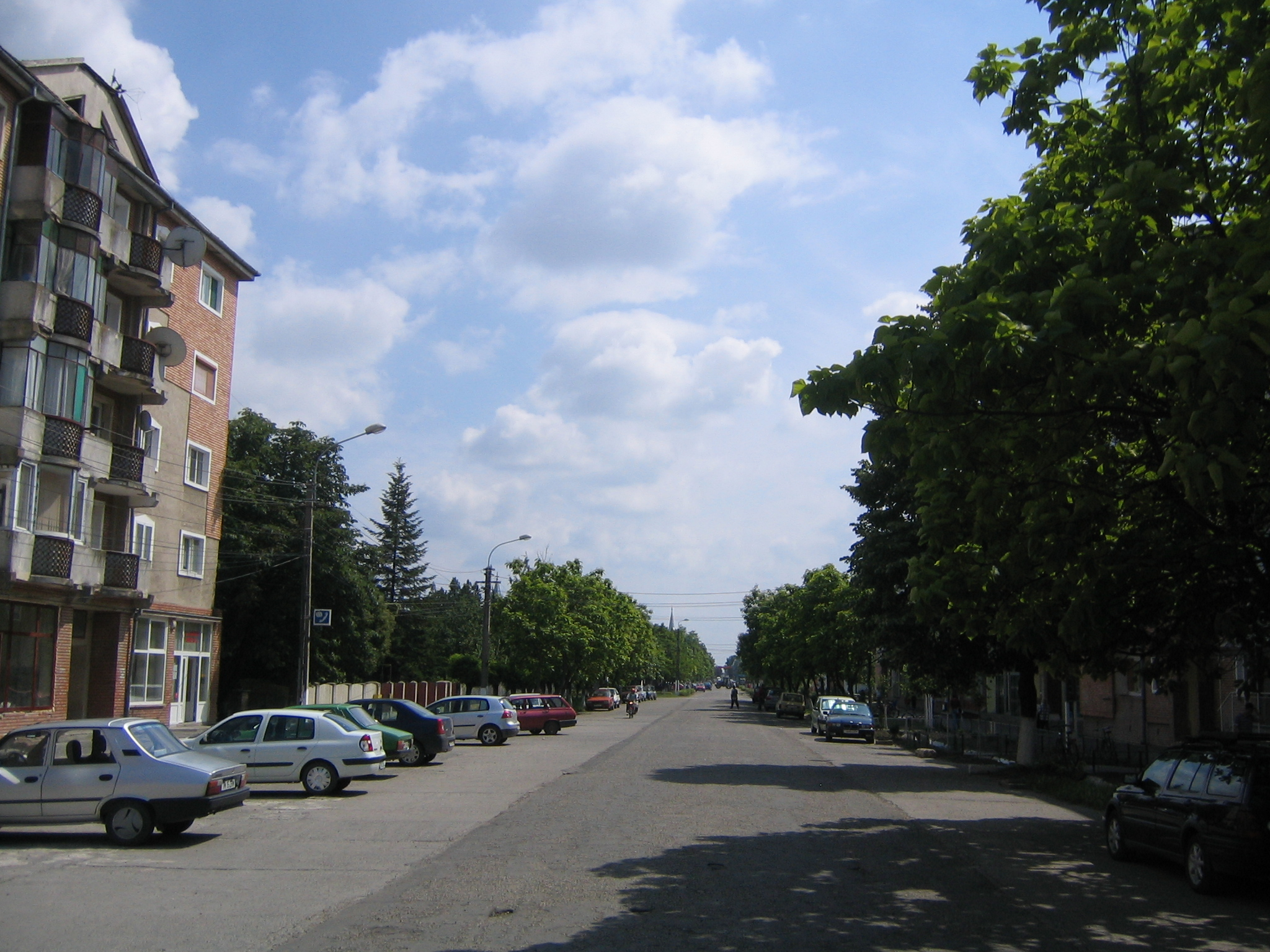
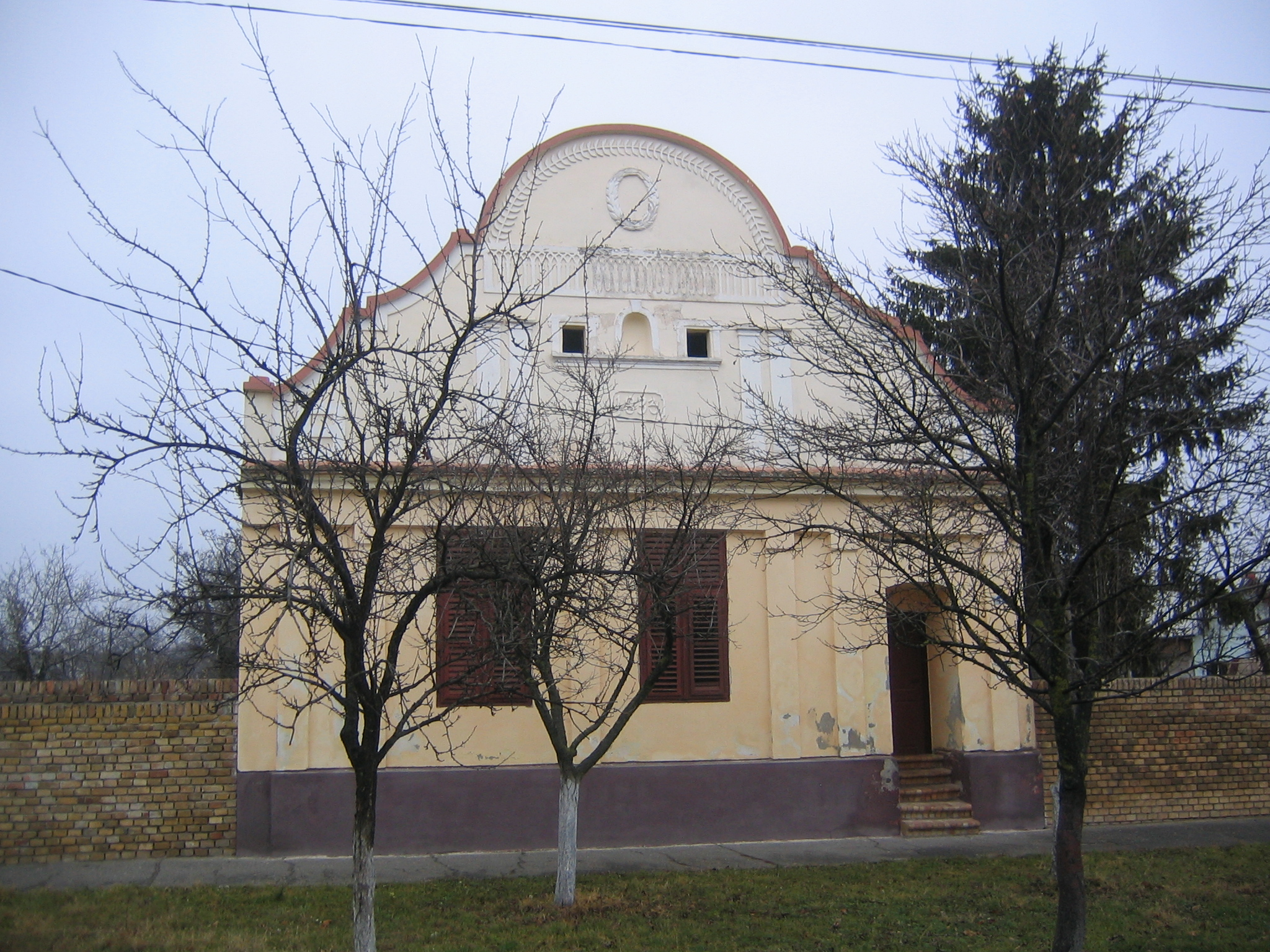